# Barbora Ryšková
Barbora Ryšková rozená Bohatá (* 6. září 1985) je bývalá česká reprezentantka v cyklokrosu. Je dvojnásobná mistryně ČR v cyklokrosu (2003 a 2004).

## Životopis
Otec ji společně s o rok starší sestrou Kateřinou vedl ke sportu od dětství. Začínaly s atletikou. Barbora byla v letech 1997 - 2002 členkou Atletického oddílu Tělovýchovné jednoty Slezan Frýdek-Místek. V roce 1999 se po stříbru z haly venku stala žákovskou mistryní republiky v chůzi na 3 km, o rok později přidala další 3 mistrovské tituly - venku i v hale na 3 km mezi žákyněmi a na 5 km mezi dorostenkami, dvě zlaté medaile z haly i venku vybojovala v chůzi mezi dorostenkami v roce 2001 i 2002. Obě sestry Bohaté se také věnovaly biatlonu. Na kole začala závodně jezdit ve čtrnácti, kdy se sestrou dostaly silniční kola. V letech 2002 - 2006 byla členkou Scania Apache Team Kolín. Nejvíce se jí dařilo v cyklokrosu, v němž startovala na dvou evropských a dvou světových šampionátech (ve Francii 2004 a v Německu 2005). Jednu sezonu jezdila i závody Světového poháru, v nichž se umisťovala v první desítce. V roce 2004 byla blízko k nominaci na Letní olympijské hry v Athénách v silniční cyklistice, když vybojovala na mistrovství republiky v Dobrušce stříbrnou medaili v silničním závodě, v nominačním souboji však nakonec zvítězila Martina Růžičková. Od roku 2007 Barbora Bohatá před sportem upřednostnila studium a poté zaměstnání a od té doby závodila v silničních a bikových závodech hobby kategorie. V roce 2008 získala titul bakalář na Lékařské fakultě Ostravské univerzity v Ostravě, o tři roky později úspěšně završila magisterské studium na Farmaceutické fakultě v Hradci Králové, v oboru Odborný pracovník v laboratorních metodách.